# Conrad Kemp
Conrad Kemp es un actor sudafricano de cine, teatro y televisión.

## Biografía
Kemp nació en Ciudad del Cabo, Sudáfrica. En su juventud se trasladó al Reino Unido para formarse como actor, participando además en producciones teatrales en Inglaterra e Irlanda. Ha participado en producciones de cine, teatro y televisión estadounidenses, británicas y sudafricanas, entre las que destacan los filmes Zulu de Jérôme Salle, Bram Fischer de Jean van de Velde, Romeo and Juliet de Don Roy King y The Girl de Julian Jarrold. Sus créditos en televisión incluyen seriados como Outcasts, Strike Back, Mankind: The Story of All of Us y Mad Dogs.

## Filmografía destacada
- 2021 - Redeeming Love
- 2020 - Professionals
- 2017 - Hartstog
- 2017 - Voor ek val
- 2017 - Bram Fischer
- 2017 - Madiba
- 2014 - Romeo and Juliet
- 2013 - In einem wilden Land
- 2013 - Mad Dogs
- 2013 - Zulu
- 2012 - Restless
- 2012 - Mankind: The Story of All of Us
- 2012 - The Girl
- 2012 - Strike Back
- 2012 - Kidnap and Ransom
- 2011 - Winnie
- 2011 - Sniper: Reloaded
- 2011 - Outcasts
- 2007 - The Sound of People